# Batalla de Aquilonia
La batalla de Aquilonia fue un enfrentamiento militar librado en el 293 a. C. en el contexto de la tercera guerra samnita, entre dicho pueblo y la República romana, con victoria de este último bando.

## Antecedentes
Tras varias derrotas, los desesperados samnitas recurrieron a las levas forzosas para levantar un último ejército, amenazando de muerte a todo aquel hombre que no se presentara cuando fuera llamado.
Una poderosa hueste se concentró en Aquilonia, importante ciudad de la tribu samnita de los hirpinos. Un área de 200 pies por lado (60 metros) fue cerrada con lienzos y tapias, donde el sacerdote Ovio Paccio llevó a cabo un sacrificio según un antiguo ritual que habían usado sus ancestros al conquistar Capua de los etruscos, luego del cual los guerreros nobles o más famosos fueron llamados uno a uno al centro, donde estaban los altares y oficiales con sus espadas desenvainadas, jurando mantener el secreto a cambio de poder entrar. Luego juraron, bajo pena de ser maldecidos ellos y sus descendientes, no huir del campo de batalla y matar a todo compañero que lo hiciera. Los que se negaron fueron ejecutados y sus cadáveres expuestos en los altares.
Los diez mejores fueron seleccionados y estos llamaron a sus compañeros hasta seleccionarse una tropa de 16.000 combatientes, la «legión de lino», que fueron equipados con las armas más llamativas y cascos emplumados para ser más visibles. Los otros, poco menos de 20.000 samnitas, acamparon cerca de la ciudad. La hueste sumaba en total 40.000 guerreros.
Los romanos movilizaron tradicionales dos ejércitos consulares anuales mandados por cada cónsul. Compuestos usualmente por dos legiones de ciudadanos, cada una de 4.200 infantes y 300 jinetes o équites, además de dos alae, «alas», formadas por los socii, «socios» itálicos, que sumaban igual infantería y hasta el triple de caballería. Los ciudadanos solían ubicarse al centro y los aliados en las alas, flanqueados por la caballería. Por último, había un cuerpo llamado extraordinarii compuesto por infantes y jinetes para proteger al cónsul.
Los cónsules romanos Espurio Carvilio Máximo y Lucio Papirio Cursor reunieron sus legiones y tomaron por asalto Aminterno y Duronia respectivamente; el primero matando 2.800 samnitas y capturando otros 4.270, su colega mató más pero capturó menos. Luego saquearon la región samnita de Atina hasta que Cursor partió a Aquilonia y Máximo fue a Cominio, a veinte millas de distancia. Se produjeron escaramuzas pero los samnitas no cayeron en las provocaciones y evitaron la batalla campal, mientras los cónsules siguieron en estrecho contacto y tomando sus decisiones por mutuo acuerdo.
Finalmente, Cursor escribió a Máximo informándole, que si no había motivos para contradecirlo, atacaría a los samnitas al día siguiente. Para apoyarlo, Máximo debía atacar Cominio para impedir a su guarnición salir a ayudar a los samnitas de Aquilonia. En la noche el mensajero llegó con la noticia que Máximo apoyaba el plan de Cursor.
Cursor dio un discurso a su tropa, recordándole que su padre ya había vencido a los samnitas y decoró los templos de Roma y aliados con sus tesoros y armas. Las tropas quedaron muy motivadas para la batalla. En la tercera vigilia, poco antes de la medianoche, llamó a los pullarius, los sacerdotes encargados de obtener auspicios a través de gallinas sagradas. Estos afirmaron que había augurios favorables, las aves empollaron antes del tripudium solistimum. Sin embargo, las gallinas habían comido poco, un augurio negativo pero los sacerdotes igualmente autorizaron al cónsul para atacar.

## Batalla
Cursor estaba por levantar el campamento (castra) cuando un desertor le informó que 20 cohortes de Aquilonia, unos 8.000 samnitas, habían salido hacia Cominio. El cónsul ordenó acelerar la marcha y que Lucio Volumnio mandara el ala derecha, Lucio Escipión la izquierda, Cayo Cecilio y Tito Trebonio la caballería y Espurio Naucio los auxiliares. Naucio fue enviado con mulas y tres cohortes ir a colina, desde esa posición causaría todo el ruido y polvo para llamar la atención del enemigo; mientras un mensajero era enviado a informarle a Máximo para que supiera de la venida de los samnitas.
Entonces, el sobrino del cónsul, el joven Espurio Papirio, informó a su tío que los sacerdotes se habían peleado entre sí en el campamento al cuestionarse los presagios. El cónsul ordenó a los centuriones colocar al pullarius mentiroso frente a las líneas de batalla, y en el momento en que se encontraron las líneas una jabalina lo mató. El cónsul asumió que el castigo divino caía sobre el mentiroso y ordenó la carga.
Los motivados romanos de Cursor cargaron en el centro y flancos con gran ferocidad, encontrando una tibia resistencia en la infantería samnita que pasó a la defensiva. Los samnitas no huyeron por miedo a las maldiciones contraídas con sus juramentos. Cuando los legionarios enfrentaban a la segunda línea enemiga, apareció una gran nube cerca de uno de los flancos samnitas, eran los auxiliares de Nauncio, y se asustaron creyendo que era un gran cuerpo enemigo que se acercaba. El cónsul creyó que era su colega el que se aproximaba. Entonces el cónsul ordenó a su caballería pasar entre las filas de legionarios y cargar contra el centro enemigo, siendo seguida por los infantes. Fue entonces que los samnitas huyeron caóticamente.
Los jinetes romanos persiguieron a sus contrapartes vencidas hasta Bovianum, Volumnio conquistó el campamento adversario y Escipión los atacó hasta Aquilonia, donde se refugió la infantería sobreviviente. Escipión fue inicialmente rechazado por los defensores, pero finalmente conquistó una pared en una sección de la muralla gracias a una formación de testudo. El cónsul reunió el grueso de su ejército pero la llegada de la noche canceló su ataque y permitió al enemigo abandonar la ciudad para llegar a salvo a Bovianum.

## Consecuencias
Alrededor de Aquilonia los samnitas dejaron 20.340 muertos, 3.870 prisioneros y 97 estandartes. Máximo estaba a punto de asaltar Cominio cuando supo de la venida de los refuerzos samnitas, Entonces ordenó al legado Décimo Bruto Scaeva la misión de enfrentarlos con la I legión, 10 cohortes de aliados y parte de la caballería, Debía detenerlos como fuera. Luego inició el asalto, ordenando escalar las paredes y romper las puertas desde todas direcciones. La resistencia samnita intentaron evitar que se acercaran a los muros, pero finalmente fracasaron. Expulsados de los muros y torres debieron retirarse al foro. Máximo dio muerte a 4.880 enemigos y capturó a 11.400.
Los refuerzos llegaron a siete millas de la ciudad cuando recibieron órdenes de volver a Aquilonia. Al llegar encontraron con su campamento incendiado y pasaron la noche a la intemperie, pero al amanecer fueron descubiertos por la caballería romana estando indefensos. Debieron huir a Bovianum, perdiendo 280 hombres y 18 insignias.
Los samnitas dejaron de representar un rival real a la hegemonía romana pero solo se rendirían definitivamente en 290 a. C. con las campañas de Manio Curio Dentato.

### Antiguas
- Tito Livio. Historia de Roma. Libro 10. Digitalizado por Perseus, basado en traducción latín-inglés por Canon Roberts, 1912, Nueva York: E. P. Dutton & Co.

### Modernas
- Goldsworthy, Adrian (2005). El ejército romano. Ediciones AKAL. Traducción inglés-español por Álvaro Ramón Arizaga Castro. ISBN 9788446022343.

- Datos: Q1936973